# Башкирская Ургинка
Башкирская Ургинка (баш. Башҡорт Үргене) — деревня в Зианчуринском районе Башкортостана России. Входит в состав Новопетровского сельсовета. 
С 2005 современный статус.

## География
Расположен в западной части Зилаирского плато. 

### Географическое положение
Расстояние до:
- районного центра (Исянгулово): 12 км,
- центра сельсовета (Новопетровское): 9 км,
- ближайшей ж/д станции (Тюльган): 66 км.

## История
Статус деревня, сельского населённого пункта, село получилл согласно Закону Республики Башкортостан от 20 июля 2005 года N 211-з «О внесении изменений в административно-территориальное устройство Республики Башкортостан в связи с образованием, объединением, упразднением и изменением статуса населенных пунктов, переносом административных центров», ст.1:

6. Изменить статус следующих населенных пунктов, установив тип поселения - деревня:
23) в Зианчуринском районе:…

а) села Башкирская Ургинка Новопетровского сельсовета

## Население
| 1939 | 1959 | 1970 | 1979 | 1989 | 2002 | 2009  |
| ---- | ---- | ---- | ---- | ---- | ---- | ----- |
| 877  | ↗964 | ↘958 | ↘923 | ↘804 | ↗992 | ↗1030 |
| 2010 |      |      |      |      |      |       |
| ↘866 |      |      |      |      |      |       |

Национальный состав
Согласно переписи 2002 года, преобладающая национальность — башкиры (99 %).

## Религия
В деревне есть мечеть.

## Известные жители
- Азат Хамматович Абдуллин (род. 26 июня 1931) — башкирский драматург, писатель и публицист.